# Hermrigen
Hermrigen es una comuna suiza del cantón de Berna, situada en el distrito administrativo del Seeland. Limita al norte con las comunas de Bellmund y Merzligen, al este con Kappelen, al sur con Bühl bei Aarberg y Epsach, y al oeste con Mörigen y Sutz-Lattrigen.
Hasta el 31 de diciembre de 2009 situada en el distrito de Nidau.